# Nanyue
Nanyue er også navnet på et bydistrikt i Hengyang i provinsen Hunan i Folkerepublikken Kina.
Nányuè 南越 eller Nam Việt var et gammelt kongedømme, som i størstedelen af dets levetid omfattede hele eller dele af det som i dag er de kinesiske provinser Guangdong, Guangxi, Yunnan og desuden meget af det nordlige Vietnam. Kongedømmet blev dannet af den han-kinesiske general Zhào Tuō 趙佗 (Triệu Đà) fra Qin-dynastiet, som assimilerede sædvanerne til Yue-folkene og Centralkina inden for sit område. Hovedstaden var nær Panyu i dagens Guangzhou.